# 佐賀県道287号十五中原線
佐賀県道287号十五中原線（さがけんどう287ごう じゅうごなかばるせん）は、佐賀県佐賀市を通る一般県道である。

## 概要

### 路線データ
- 起点：佐賀県佐賀市嘉瀬町大字十五（嘉瀬新町交差点、国道444号交点）
- 終点：佐賀県佐賀市嘉瀬町大字中原（嘉瀬元町交差点、国道207号交点）

## 路線状況

### 道路施設

#### 橋梁
- 日新橋（佐賀市）

## 地理

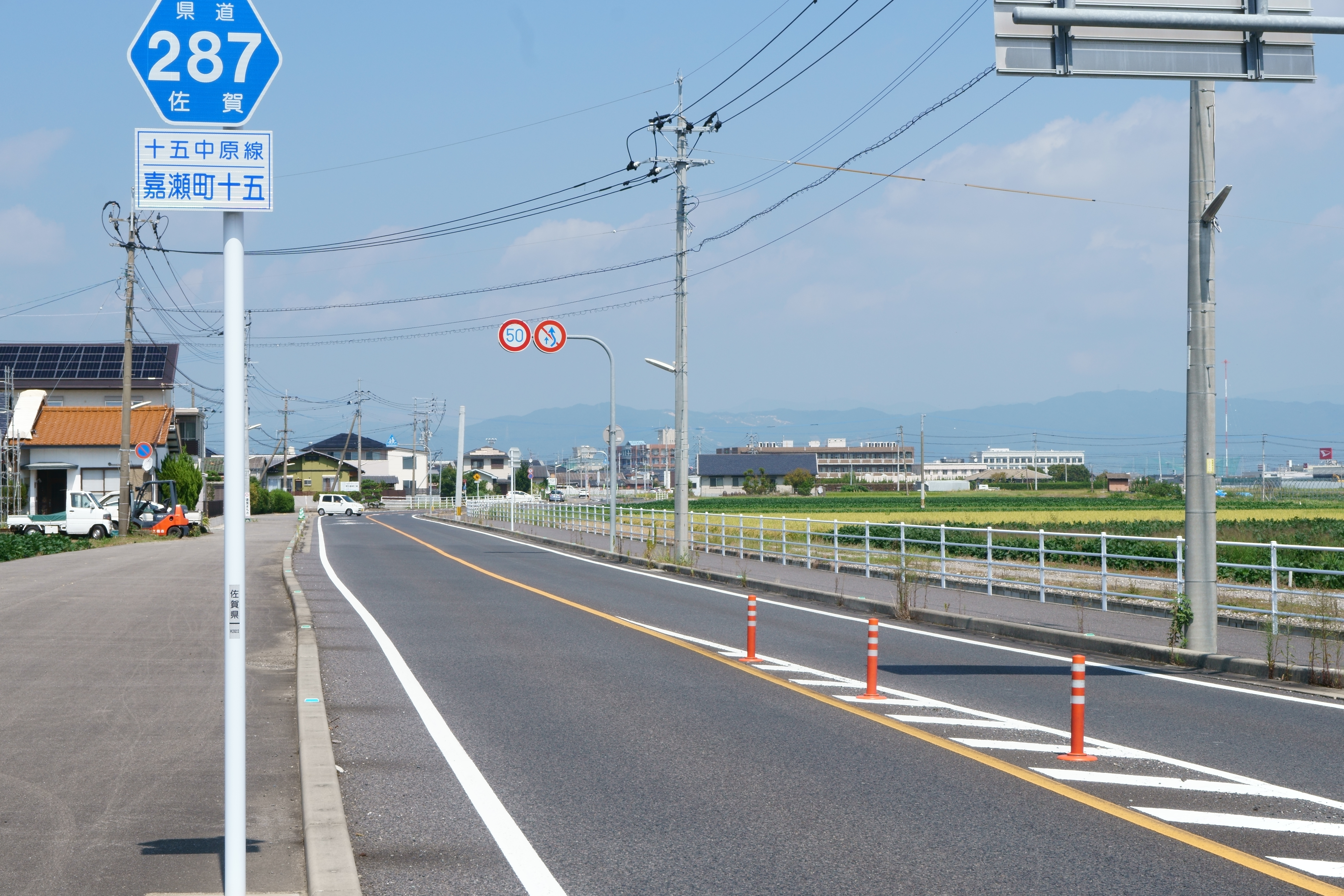
佐賀市嘉瀬町十五より、鍋島方面を望む

### 通過する自治体
- 佐賀市

### 交差する道路
| 交差する道路                                                                   | 交差する場所   | 交差する場所          |
| ------------------------------------------------------------------------------ | -------------- | --------------------- |
| 国道444号 佐賀県道48号佐賀外環状線 重複 佐賀県道401号佐賀環状自転車道線線 重複 | 嘉瀬町大字十五 | 嘉瀬新町交差点 / 起点 |
| 佐賀福富道路                                                                   | 嘉瀬町大字十五 | 嘉瀬南IC              |
| 国道207号                                                                      | 嘉瀬町大字中原 | 嘉瀬元町交差点 / 終点 |

### 沿線
- 佐賀県立森林公園
- 佐賀市立嘉瀬小学校
- 佐賀県医療センター好生館（終点付近）